# 金必立
金必立，旅美韩国凝聚态物理学家，以对碳纳米管和石墨烯的研究知名，其中包括在石墨烯量子霍尔效应的观测以及对量子输运的研究。

## 生平
1990年在首尔国立大学获物理学学士学位，1999年获哈佛大学博士学位。2005年2月，他的研究小组在哥伦比亚报告了以原子力显微镜技术来对薄的石墨薄膜产生的电性的量测。2005年9月，他们报道了单层石墨烯层观测的量子霍尔效应，几乎与安德烈·海姆的小组同时。2009年，他的团队和他的同事以化学气相沉积法合成了大面积石墨烯。

## 荣誉
2004年，金获得了美国国家科学基金会早期职业发展奖。